# Beatriz Hambeck
Irma Beatriz Hambeck (* 20. Jahrhundert) ist eine ehemalige uruguayische Eiskunstläuferin.
Beatriz Hambeck nahm mit der uruguayischen Mannschaft an den Panamerikanischen Spielen 1991 in Havanna teil, bei denen Eiskunstlauf zunächst noch Demonstrationswettbewerb war. Im Langprogramm und in der Sparte „Figuras“ gewann sie dabei jeweils die Bronzemedaille. Auch bei den Panamerikanischen Spielen 1995 in Mar del Plata gehörte sie dem uruguayischen Aufgebot an. Nach Angaben des uruguayischen Eislaufverbandes Federación Uruguaya de Patín y Hockey soll sie auch dort eine Bronzemedaille errungen haben. Das Comité Olímpico Uruguayo (Nationales Olympisches Komitee) bestätigt diese Angabe jedoch nicht. Mehrfach wurde Hambeck zudem zwischen 1990 und 1995 Meisterin und Vizemeisterin auf südamerikanischer Ebene. Mindestens im Jahr 2003 war sie Junioren-Trainerin des uruguayischen Eislaufverbandes. Im Mai 2008 wurde sie neben Sportlerinnen aus anderen Sportarten vom seinerzeitigen Intendente von Montevideo Ricardo Ehrlich im Rahmen der von der Intendencia von Montevideo (IMM) im Museo del Fútbol ausgerichteten Veranstaltung Mujer Deportista de ayer y de hoy (dt.: „Beste Sportlerinnen von gestern und heute“) geehrt.